# Unternehmen Mistral 300.000

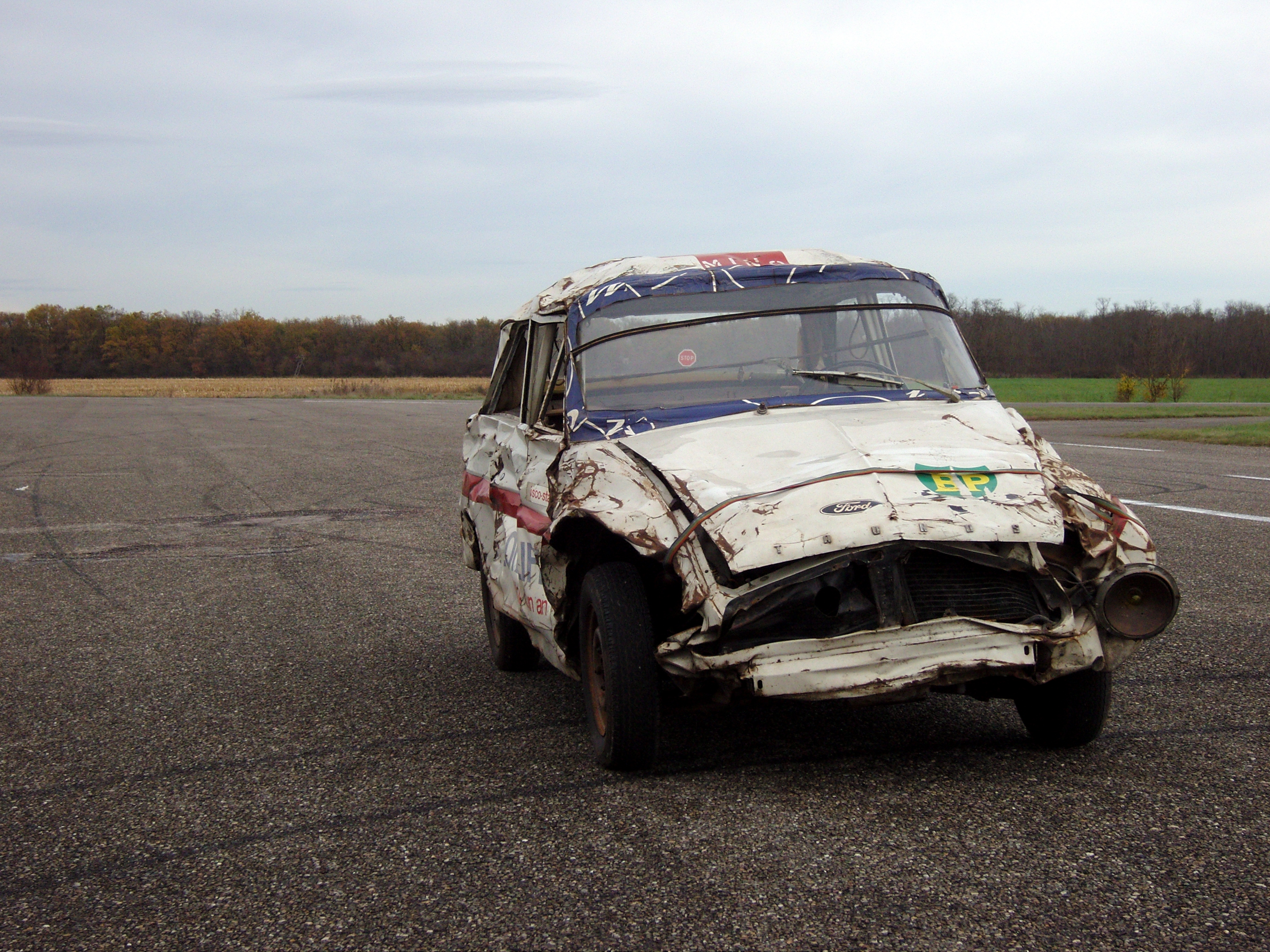
Das Original-Rekordfahrzeug im Herbst 2009

Unter dem Namen Unternehmen Mistral 300.000 legte ab dem 10. Juli 1963 auf der ehemaligen Rennstrecke von Miramas (Südfrankreich) ein serienmäßiger Ford 12M P4 unter Überwachung durch den internationalen Automobil-Dachverband (Fédération Internationale de l’Automobile, FIA) in 117 Tagen 300.000 Kilometer zurück. Er brach damit 108 Weltrekorde und internationale Bestleistungen. Als dieses Ziel erreicht war, brach man die Fahrt aber nicht ab. Das zweite Ziel waren 356.430 Kilometer, was der kleinsten Entfernung Erde–Mond entsprechen sollte. Bei Kilometerstand 358.273,8 wurde schließlich die Fahrt endgültig abgebrochen – aber nur aus dem Grund, weil die Fahrer Weihnachten zu Hause verbringen wollten. Eine Streckenrunde war ca. 5 km lang. Insgesamt wurden in 142 Tagen bei Tag und Nacht 71.443 Runden gedreht.
Der mit einem 1,2-l-Vierzylinder-V-Motor (29 kW/40 PS) ausgestattete Wagen verbesserte die 1933 von einem Spezialfahrzeug (Citroën Rosalie) für die Gesamtdistanz erzielte Durchschnittsgeschwindigkeit von 93 km/h auf 106,48 km/h.
Die Regeln für solch eine Rekordfahrt verlangten, dass das Fahrzeug sämtliches während der langen Fahrt benötigtes Werkzeug und für die Instandsetzung gebrauchten Teile an Bord haben musste. Um dafür Platz zu schaffen, wurde die hintere Sitzbank ausgebaut. Lediglich Kraftstoff, Öl und Reifen durften in einem Depot bereitgehalten werden. Vor Beginn der Rekordfahrt wurde der Ballast im Gesamtgewicht einer Wagenbesetzung Stück für Stück geprüft und markiert.
Die Mannschaft bestand aus sechs Fahrern, sechs erfahrenen Mechanikern, vier Fahrleitern und dem „Chef d’Équipe“, Jean-Christophe Pelletier, dem damaligen Leiter der technischen Abteilung der BP in Frankreich. Fünf Fahrer lösten sich alle drei Stunden im schnellen Wechsel ab, der sechste stand als Reserve zur Verfügung. Daneben löste sich genauso im Turnus ein Stab von Beobachtern und Zeitnehmern der FIA ab.
Beinahe hätte ein Unfall das Unternehmen zum Scheitern gebracht. Am 29. Oktober gegen 3 Uhr morgens bei Kilometerstand 284.275 fielen von der Monotonie der Runden dem „Fahrer vom Dienst“ die Augen zu. Sekunden später kam der Wagen von der Strecke ab, überschlug sich und landete wieder schwer beschädigt auf der Straße. Der Fahrer blieb unverletzt und schob das Auto zum Kontrollpunkt, wie es die Bestimmungen vorschrieben. Nach elf Stunden Reparaturzeit nur mit bordeigenem Werkzeug unter Aufsicht der FIA konnte die Fahrt trotz der stark in Mitleidenschaft gezogenen Karosserie fortgesetzt werden.
Der Ford Taunus 12M P4, dessen Originalmaschine und Fahrgestell nach Beendigung der Rekordfahrt noch völlig intakt waren, wurde anschließend in die Kölner Ford-Werke gebracht, um dort von Versuchsingenieuren und Qualitätskontroll-Spezialisten untersucht zu werden.